# Initiative populaire « pour une durée du travail réduite »
L'initiative populaire  « pour une durée du travail réduite » est une initiative populaire fédérale suisse, rejetée par le peuple et les cantons le 3 mars 2002.

## Contenu
L'initiative propose d'ajouter un article 34a à la Constitution fédérale pour limiter les durées maximales de travail à 1 872 heures annuellement et 48 heures hebdomadairement ainsi que pour limiter les heures supplémentaires à 100 heures par année.
Le texte complet de l'initiative peut être consulté sur le site de la Chancellerie fédérale.

## Déroulement

### Contexte historique

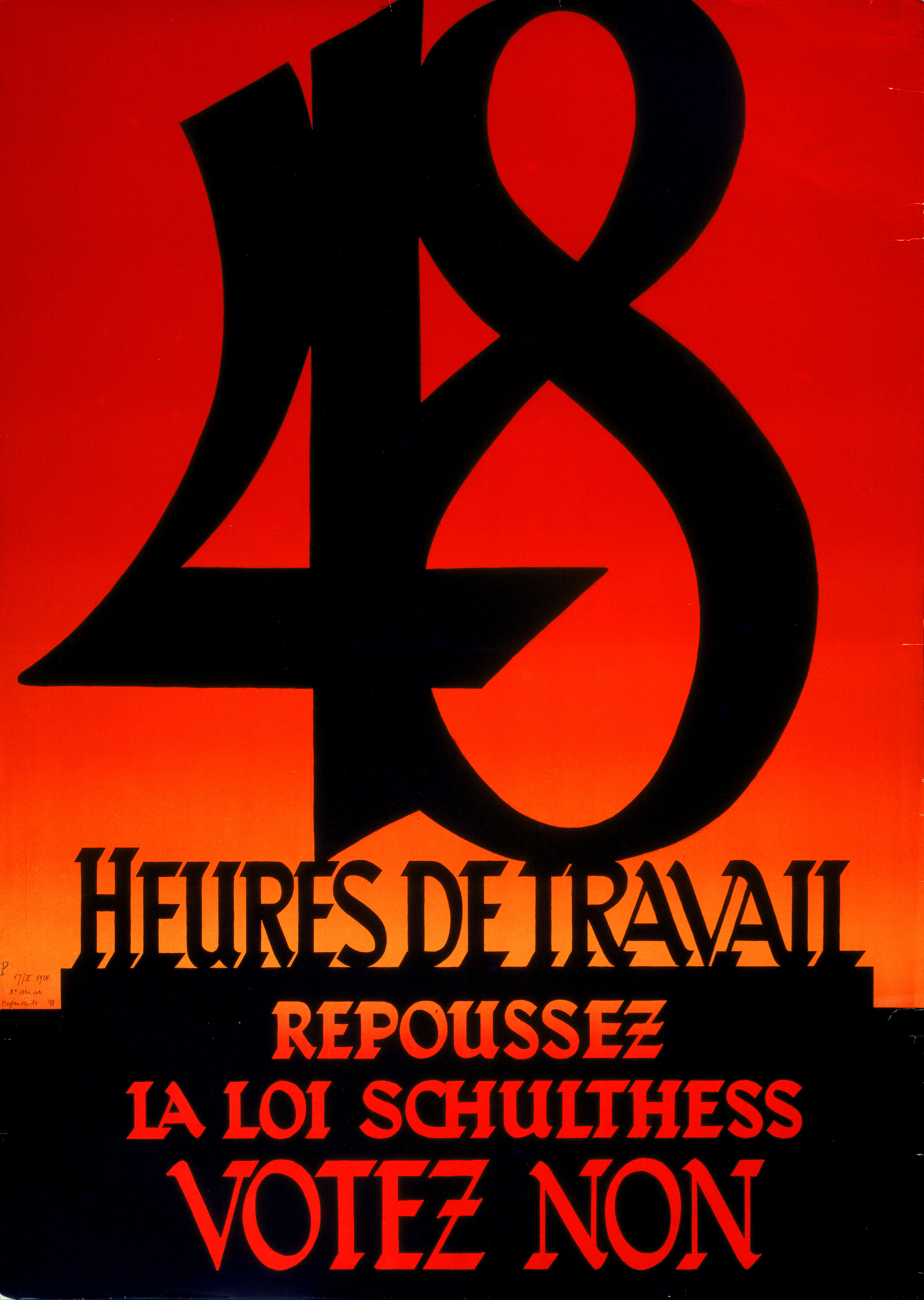
Affiche contre l'augmentation de la durée du travail de 48 à 54 heures. La votation fédérale sur la révision de la loi sur les fabriques (« loi Schulthess ») a rejetée cette augmentation en 1924.

La première loi européenne visant à limiter le temps de travail est adoptée en 1848 dans le canton de Glaris ; elle limite à 15 heures par jour (incluant la pause de midi) le travail des adultes dans les filatures de coton. Lors de l'instauration de l'État fédéral de 1848, le domaine de la protection des travailleurs reste une prérogative cantonale ; si certains cantons, tels ceux de Bâle-Ville ou du Tessin réduisent progressivement la durée quotidienne de travail à 12 heures, d'autres ne légifèrent pas sur cette question, créant ainsi un déséquilibre concurrentiel que ne parviennent pas à régler différentes tentatives de concordat intercantonal.
La Confédération, saisie de cette affaire, édicte alors la loi du sur le travail dans les fabriques qui limite la durée normale du travail pour tous les ouvriers de fabrique à 11 heures par jour ; cette loi est approuvée par le peuple le 21 octobre 1877, puis révisée en 1914 pour fixer la limite au travail hebdomadaire à 59 heures. Alors que la semaine de 48 heures s'impose un peu partout en Europe, une nouvelle modification de cette loi (dite « Loi Schulthess ») qui propose d'augmenter la durée maximum du travail à 54 heures par semaine et 10 heures par jour, est refusée en votation le 17 février 1924.
Après la Seconde Guerre mondiale, l'Alliance des Indépendants dépose une initiative pour réduire le temps de travail hebdomadaire à 44 heures ; Cette initiative est rejetée en votation populaire le 20 octobre 1958. Une année après le rejet de cette initiative, l'union syndicale suisse en lance une autre sur le même thème mais la retire à la suite d'une nouvelle modification de la loi sur le travail qui fixe, en 1964 la limite hebdomadaire à 46 heures.
Entre 1964 et 1975, plusieurs motions fédérales vont réduire le temps de travail dans différentes professions. C'est par exemple le cas pour les conducteurs professionnels de véhicules automobiles en 1966, les entreprises de transport publics en 1971 et les entreprises industrielles en 1975 ; dans ce dernier cas, la durée hebdomadaire maximale est descendue à 45 heures. Dans le même temps, les Organisations progressistes de Suisse déposent une initiative visant à généraliser les 40 heures ; cette proposition, tout comme les précédentes, est refusée en votation populaire le 5 décembre 1976. Enfin, en 1984, l'Union syndicale suisse dépose une nouvelle initiative « pour la réduction de la durée du travail » qui demande également la réduction du temps de travail à 40 heures hebdomadaires ; toute comme les précédentes, elle est refusée en votation le 4 décembre 1988.
En lançant cette nouvelle initiative, l'Union syndicale suisse vise trois objectifs : l'élimination du chômage en forte progression au milieu des années 1990, une plus juste répartition entre les hommes et les femmes des activités en augmentant le temps libre à consacrer à la famille et l'amélioration générale de la qualité de la vie

### Récolte des signatures et dépôt de l'initiative
La récolte des 100 000 signatures débute le 5 mai 1998. L'initiative est déposée le 5 novembre de l'année suivante à la Chancellerie fédérale, qui constate son aboutissement le 9 décembre.

### Discussions et recommandations des autorités
Le Parlement et le Conseil fédéral recommandent le rejet de l'initiative. Dans son message aux Chambres fédérales, le gouvernement réitère son avis, déjà exprimé lors des votations précédentes sur le même sujet, que la réduction du temps de travail doit être le résultat d'une négociation entre les différents partenaires sociaux et ne doit pas être inscrite dans la Constitution. Il estime également qu'une telle baisse, loin de diminuer le taux chômage, risque d'être dommageable pour l'économie nationale en général et spécialement pour les PME.
Les recommandations de vote des partis politiques sont les suivantes : 
| Parti politique              | Recommandation |
| ---------------------------- | -------------- |
| Démocrates suisses           | non            |
| Parti chrétien-social        | oui            |
| Parti démocrate-chrétien     | non            |
| Parti évangélique            | non            |
| Parti libéral                | non            |
| Parti de la liberté          | non            |
| Parti radical-démocratique   | non            |
| Parti socialiste             | oui            |
| Union démocratique du centre | non            |
| Union démocratique fédérale  | non            |
| Les Verts                    | oui            |

### Votation
Soumise à votation le 3 mars 2002, l'initiative est refusée par la totalité des 20 6/2 cantons et par 74,6 % des suffrages exprimés. Le tableau ci-dessous détaille les résultats par canton :